# NGC 4712
NGC 4712 este o emission-line galaxy⁠(d) situată în constelația Părul Berenicei. A fost descoperită în 28 martie 1832 de către John Herschel. Se află la o distanță de 59,98 de megaparseci de Pământ.